# Rosh Hashaná

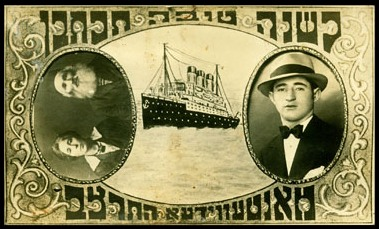
Tarjeta de salutación para Rosh Hashaná (Año Nuevo Judío), Montevideo, 1932. Inscripción en caracteres hebreos: LeShaná Tová Tikatevu (hebreo: "Para un buen año sean [ustedes] inscriptos"); Montevideo (en ídish) y el año (expresado en caracteres hebreos).

El año nuevo judío o Rosh Hashaná (en hebreo: ראש השנה‎, rosh ha-shanah, "cabecera del año") comprende la festividad celebrada por el pueblo judío dondequiera que se encuentre, durante los dos primeros días de Tishréi (séptimo mes del calendario hebreo, correspondiente a septiembre u octubre en el calendario gregoriano, dependiendo del año). El nombre, según la Torá, es Yom Terúah. Conmemora la creación del hombre, según la cosmovisión hebrea.

## Origen de Yom Terúah según la Torá
Es la fecha de la Fiesta de las Trompetas (en hebreo: זכרון תרועה‎ Zikron Teru'ah, conmemoración con sonar de trompetas), establecida en Levítico 23:24. Esta fiesta se celebra en el primer mes del calendario hebreo moderno.

## Origen de Rosh Hashaná
Conforme a la Torá, el mes de Abib o Nisán (por marzo-abril) es el principal de los meses del año, ya que la palabra en hebreo usada ahí es "Rosh Jodashim" (en hebreo, ראש חודשים), que quiere decir literalmente "cabeza de meses", refiriéndose a que es el principal mas no el primero, de modo que es equívoco decir que este día es el primero del año. Según el judaísmo rabínico, el año nuevo cae en el mes hebreo de Tishréi (por septiembre-octubre), cuando se festeja el año nuevo judío, que conmemora el día en que Elohim creó el mundo o, según el rabino Eleazar ben Shammua, el día de la creación del hombre, y es a partir de este día cuando se cuentan los años.
Cabe destacar que los judíos, al retorno de su exilio en Babilonia, empezaron a denominar a los meses según el nombre que ellos conocieron en el destierro. Así, al cuarto mes empezaron a llamarlo Tammuz, nombre de una deidad babilónica. Los babilonios celebraban el año nuevo casi en los mismos días que la fiesta de Yom Teruah.

## Celebración

### Para los judíos
El shofar se toca durante la plegaria matutina. El sonido de este cuerno, casi siempre de carnero, llama a los judíos a la meditación, al autoanálisis y a retomar el camino de justicia (Teshuvá). Es el primero de los días del regreso e introspección, de balance de los actos y de las acciones realizadas, de plegaria y sensibilidad especiales (Aseret Yemei Teshuvá) que terminan con el Yom Kipur (Día del Perdón).
Tras sonar el cuerno, conforme a la tradición, se encienden velas las dos noches de celebración y hay comidas festivas. Además, se evita realizar actividades como trabajar, conducir y usar electrodomésticos.
También se conoce como el Día del Toque del Shofar y como el Día del Juicio porque ese día Dios juzga a los hombres, abriendo tres libros: uno, con los malos (quienes quedan inscritos y sellados para la muerte); otro, con los buenos (quienes quedan inscritos y sellados en el Libro de la vida), y el tercero, para quienes serán juzgados durante el Yom Kipur
.
Rosh Hashaná ("comienzo del año"), junto con el Yom Kipur ("día del perdón"), forman en la tradición judía una unidad llamada Yamim Noraim ("días terribles"), por ser el momento en que Elohim juzga al mundo y decreta lo que sucederá en el transcurso del nuevo año.[cita requerida]
El 1.º de tishréi no es solo el primer día del año, sino también su "cabeza". Así como la cabeza comanda al resto del cuerpo, del mismo modo en este día se predestinan todos los hechos que ocurrirán durante el año.[cita requerida]

### Para noájidas
Es conocido como "Día del Juicio" o "Año Nuevo Universal" considerado como el día en que el Dios juzga a cada persona según sus hechos, individualmente y sin necesidad de intermediarios, para revisar su conducta e inducir al arrepentimiento y a la corrección. Para los noájidas es un día de arrepentimiento y de una profunda reflexión interna acerca de lo que una persona ha hecho durante el año.

### Fecha
| Año hebreo | Comienza desde la puesta del Sol del día en referencia hasta la tarde del siguiente día. |
| 5783       | 25 de septiembre de 2022                                                                 |
| 5784       | 15 de septiembre de 2023                                                                 |
| 5785       | 2 de octubre de 2024                                                                     |
| 5786       | 24 de septiembre de 2025                                                                 |
| 5787       | 17 de septiembre de 2026                                                                 |
| 5788       | 1 de octubre de 2027                                                                     |
| 5789       | 20 de septiembre de 2028                                                                 |
| 5790       | 10 de septiembre de 2029                                                                 |

## Tabla de celebraciones en Tishréi
Mes séptimo: Tishréi. 
| 1 Yom Teruah | 2 Yom Teruah | 4            | 5        | 6        | 7        |          |
| 8            | 9            | 10 Yom Kipur | 11       | 12       | 13       | 14       |
| 15 Sucot     | 16 Sucot     | 17 Sucot     | 18 Sucot | 19 Sucot | 20 Sucot | 21 Sucot |
| 22 Sucot     | 23           | 24           | 25       | 26       | 27       | 28       |
| 29           | 30           |              |          |          |          |          |

## Imaginario colectivo

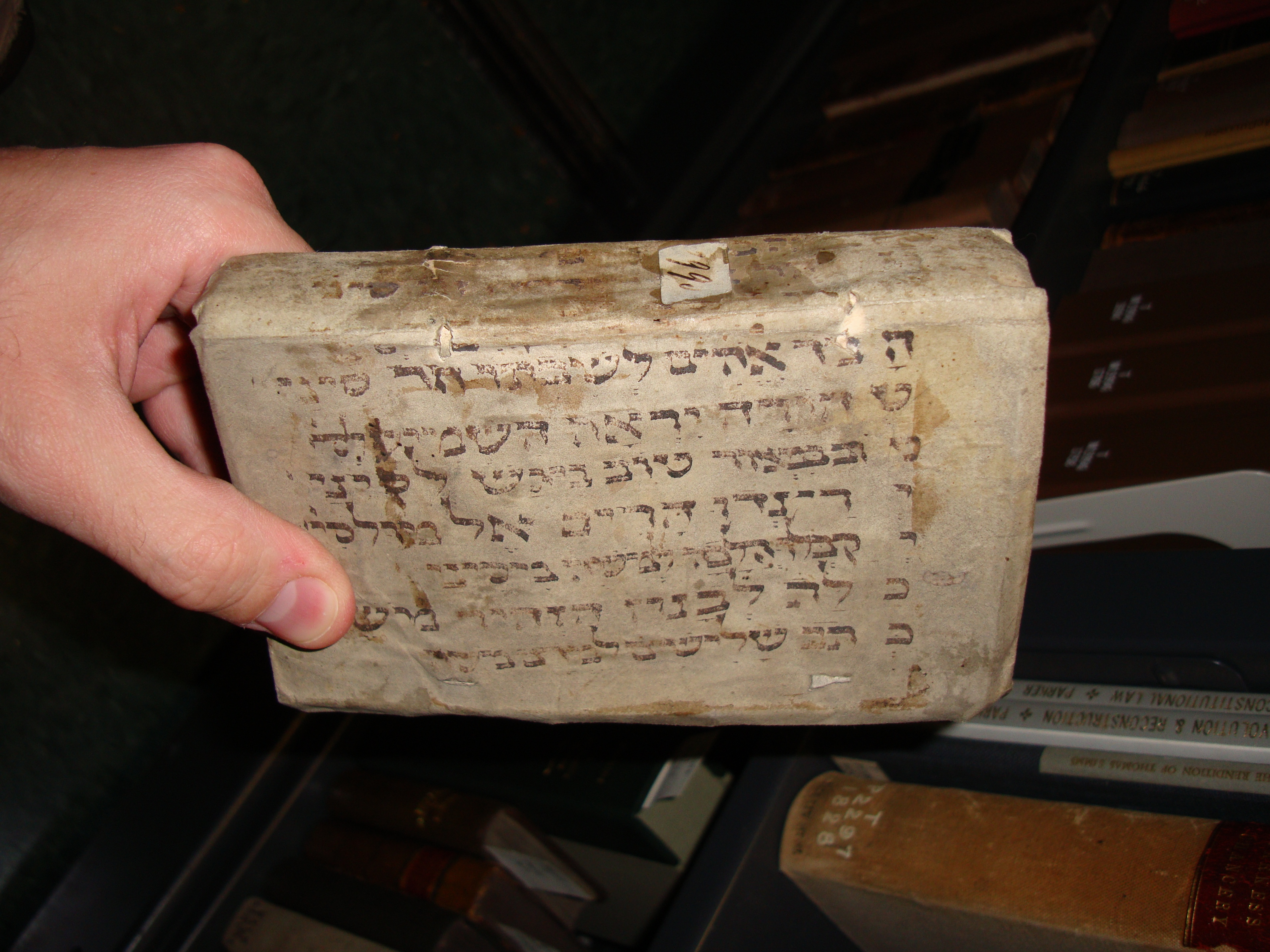
Folio con Piyut, poema para Rosh Hashaná. Fragmento de Majzor (libro litúrgico para festividades judías), Italia, c. 1300-1500. Facultad de Leyes, Universidad de Yale.
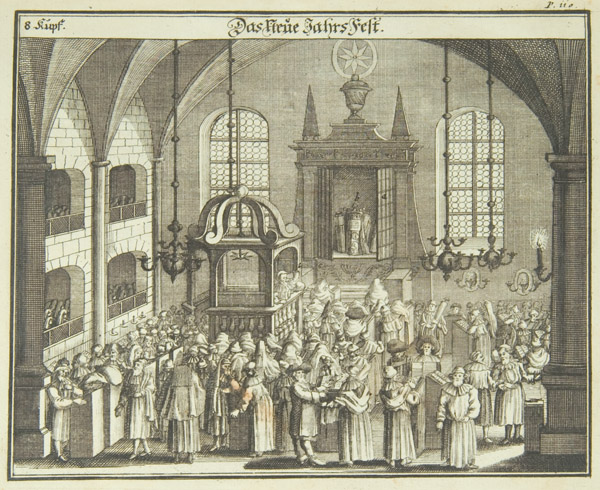
Sinagoga alemana en Rosh Hashaná. Grabado de Georg Puschner; Jüdisches Ceremoniel, Núremberg, 1716-1724.
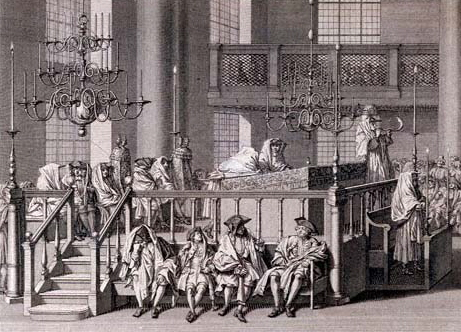
Toca del shofar en la sinagoga en Rosh Hashaná. Grabado de Bernard Picart. Las ceremonias y costumbres religiosas de las varias naciones del mundo conocido, 1733.

## Tarjetas de salutación
En hebreo, se las conoce como "tarjetas de bendición" (כרטיסי ברכה,  kartisei-brajá). La tradición de enviar tarjetas de salutación y buenos augurios probablemente se remonte a Europa y los Estados Unidos en las postrimerías del siglo XIX. No obstante, difícil resulta determinar con certeza si se trata de una usanza inspirada en una costumbre cristiana ampliamente difundida o si esta última proviene de una tradición judía. Sea como fuere, lo cierto es que la coexistencia de comunidades cristianas y judías en la Europa decimonónica indudablemente involucró influencias recíprocas. Es precisamente en esa época cuando tuvo lugar la emancipación de buena parte de las comunidades judías europeas, y ello dio lugar no solo a la asimilación y la aculturación, sino también a una tendencia hacia la integración de los judíos en las sociedades europeas y americanas.